# Eilema kuatunica
Eilema kuatunica är en fjärilsart som beskrevs av Daniel 1954. Eilema kuatunica ingår i släktet Eilema och familjen björnspinnare. Inga underarter finns listade i Catalogue of Life.